# Mychoplectra pocula
Mychoplectra pocula är en mossdjursart som först beskrevs av Hutton 1878.  Mychoplectra pocula ingår i släktet Mychoplectra och familjen Electridae. Inga underarter finns listade i Catalogue of Life.